# 静岡県立榛原高等学校
静岡県立榛原高等学校（しずおかけんりつ はいばらこうとうがっこう）は、静岡県牧之原市静波に所在する県立高等学校。

## 設置学科
- 全日制課程
  - 普通科
  - 理数科
- 定時制課程
  - 普通科

## 概要
1900年に吉田村立堰南学校として開校した公立高校である。志太榛原地区（旧第7学区）で唯一の理数科設置校である。通称は榛高（はいこう）。
本校の起源である堰南（えんなん）学校は1900年に現在の吉田町に創立された。堰南の由来は、大堰川といわれた大井川の南側に位置していた為である。開校100周年事業としてその地には記念碑が立てられている。創立者は吉田村出身で浜松中学校教員であった浅井熊太郎。当初は中等教育に対してなかなか理解を得られなかったが、浅井の熱意により賛同者が広がり開校にこぎつけた。これにより志太榛原地区では初、県内5番目の旧制中学校となった。
かつては、志太榛原地区において有数の進学校であったが、近年では少子化により定員割れが続いている。
〈校訓〉至誠真剣　 うそ、偽りのない心で、全力を尽くす。自分に、周りに、誠実な気持ちを持ち、やるべきことと真剣に向き合い、自分の役割を成し遂げる。
〈生活信条〉進取の精神　時を守り、礼を正し、場を浄める。
〈理念〉地域を、世界を、変える人になる。
2001年9月15日に公開された『ウォーターボーイズ』唯野高校のプールのロケ地として知られる。

## 校歌
作詞：丸山薫　　　作曲：平井康三郎

## 沿革・出来事
旧制榛原中学校
- 1900年 - 吉田村立堰南学校創立。
- 1901年 - 榛原郡立榛原中学校創立、堰南を吸収し、4月10日開始。生徒数250名。
- 1917年 - 静岡県立榛原中学校設置。
- 1948年 - 新学制実施により静岡県立榛原第一高等学校となる。

旧制榛原高等女学校
- 1909年 - 川崎町立榛原女学校創立。
- 1927年 - 静岡県立榛原高等女学校設置。
- 1948年 - 新学制実施により静岡県立榛原第二高等学校となる。

新制・榛原高等学校
- 1949年 - 静岡県下の高等学校再配置により静岡県立榛原第一高等学校と静岡県立榛原第二高等学校を統合、静岡県立榛原高等学校となる。通常課程に普通科、家庭科、農業科を、定時制課程に普通科を設置。
- 1957年 - 農業科募集停止。普通科学級増加。
- 1959年 - 体育館兼講堂落成。
- 1972年 - 家庭科募集停止。普通科のみの募集となる。
- 1976年 - 現在の体育館落成式。
- 1980年 - 榛の木会館落成。
- 1986年 - 理数科設置。（40名×1学級）普通科募集定員を360人から315人に変更。（45名×8学級→45名×7学級）
- 1988年 - 普通科募集定員を315人から360人に変更。（45名×7学級→45名×8学級）
- 1989年 - グラウンド改修工事完了。
- 1991年 - 体育部室完成。
- 1992年 - 弓道場完成。
- 1992年 - 普通科募集定員を360人から315人に変更。（45名×8学級→45名×7学級）
- 1993年 - 普通科募集定員を315人から301人に変更。（45名×7学級→43名×7学級）
- 1994年 - 普通科募集定員を301人から294人に変更。（43名×7学級→42名×7学級）
- 1995年 - 普通科募集定員を294人から287人に変更。（42名×7学級→41名×7学級）
- 1996年 - 普通科募集定員を287人から280人に変更。（41名×7学級→40名×7学級）
- 2000年 - 100周年記念事業「学習館」完成。創立100周年記念式典挙行。静岡新聞に「榛の木群像」連載。
- 2003年 - スクールバスの運行開始(4路線)。
- 2006年 - 普通科募集定員を240人から200人に変更した。（40名×6学級→40名×5学級）
- 2010年 - 普通科募集定員を200人から240人に変更した。（40名×5学級→40名×6学級）
- 2011年 - 普通科募集定員を240人から200人に変更した。（40名×6学級→40名×5学級）
- 2012年 - 第1回 科学の甲子園全国大会に静岡県代表として出場。
- 2019年 -  文部科学省高等学校教育改革推進事業（グローカル型）指定。静岡大学教育学部・教育学研究科との連携協定締結。
- 2020年 - 創立120周年事業挙行予定。進取館（合宿所等複合施設）完成。普通科募集定員を200人から160人に変更。（40名×5学級→40名×4学級）
- 2021年 - 新型コロナウイルスの影響によりスクールバスの運行を終了。
- 2024年 - 普通科募集定員を160人から120人に変更。（40名×4学級→40名×3学級）「第6回高校生が競うEnergy Pitch！」（エネルギー・ピッチ、主催＝電気新聞、共催＝静岡新聞社・静岡放送）にて、会場審査部門で最優秀賞を受賞[1][2]。
- 2025年 - 創立125周年を迎える。マラソン大会の名称を「長距離走記録会」に変更。グローカル部の3年生3人が、「高校生MIRAI万博」で地域と開発した『防災すごろく』が最優秀賞を受賞。2025年7月31日、大阪・関西万博EXPOホールで発表される予定[3]。

## 榛原高校の特色
HAFプロジェクト
HAFプロジェクトとは、HAIBARA ACHIEVING FUTURES PROJECTのことで、榛原高校が地域などと協働したグローカルな教育課程編成や探究活動の実践を総称したもの。
地域創造探究（普通科）
地城創造探究 Ⅰ：地域（牧之原市）の課題などについて、グループでテーマを決めて探究活動を行う。一人一台端末を活用して、グループで協力しながら活動する。外部機関と連携し、専門からの丁寧な支援を受けながら、生徒たちが主体的に探究活動を進める。
地域創造探究 Ⅱ：自分の志望分野や1年次の課題別テーマ、地域や社会に関する諸課題などの中から、自分が興味・関心のある内容について、各個人が設定したテーマで探究活動を行う。
地域創造探究 Ⅲ：Ⅰ・Ⅱ での学びを活かし、地域や社会の将来を担う人材として、自己の在り方生き方について考える。論文作成や自己アピールなどのプレゼンテーションなどにも取り組む。
課題研究（理数科）
1年次にチームの協働や科学的な研究方法などの基礎を学び、2年次に理科・数学の分野からグループで課題を設定して探究（研究）活動を行う。
発展地域創造探究（普通科）希望制
地域と世界に目を向け、グローカルな視点で探究活動を行う。海外との交流や英語によるまとめ、発表等によって、グローバルな視点や英語コミュニケーション力を伸ばす。

## 学校行事
4月 - 入学式・始業式・対面式・オリエンテーション
5月 - 生徒総会・中間試験
6月 - 榛の木祭 文化の部・体育の部
7月 - 期末試験・終業式・夏休み
8月 - 中学生一日体験入学・English Camp・始業式
9月 - 第1回オープンスクール・生徒総会
10月 - 中間試験・球技大会
11月 - 期末試験・芸術鑑賞会・第2回オープンスクール
12月 - 防災訓練・終業式・冬休み・進学説明会
1月 - 始業式・百人一首大会
2月 - 長距離走記録会
3月 - 卒業式・終業式・春休み・離任式

### 榛の木祭
文化の部と体育の部によって構成され、毎年6月初旬ごろに開催される。文化の部は例年2日間に渡って行われ、1日目が文化部や有志の発表会を含む学内のみでの発表、2日目が一般公開日となる。体育の部は文化の部一般公開日から2日後に行われる。色別対抗リレーや台風の目、騎馬戦など様々な種目が行われる。また、伝統のフォークダンスも行われる。

### 球技大会
毎年10月中旬に開催される。男子はサッカーかバスケットボール。女子はバレーボールかバスケットボールに分かれ、それぞれクラスごとに構成したチームで競う。

### 芸術鑑賞会
毎年11月中旬に1年生が、静岡芸術劇場（グランシップ）に行き、SPACの舞台を鑑賞する。

### 修学旅行
毎年12月初旬に2年生が、普通科は沖縄に3泊4日程度、理数科はアメリカ（ロサンゼルス）に5泊6日程度滞在する。

### 研修旅行（希望制）
毎年12月下旬、冬休み初めに1・2年生から参加希望者を募り、4泊5日程度、国内または海外に滞在する。令和5年度までは新型コロナウイルスの影響で、研修先が南九州であったが、令和6年度は研修先がベトナムに変更になった。
百人一首大会
毎年1月初旬に1年生が参加する。

### マラソン大会
毎年1月下旬に大井川のリバティーロードで行われ、1・2年生が参加する。男子10km、女子7kmとなっている。男子で70分以内、女子で50分以内に完走できないと、後日学校敷地内で、当日見学した者とともに追マラソンなるものが行われる。当日の1か月ほど前から本番に向けて体育の時間に30分間走というトレーニングが行われる。新型コロナウイルスの影響で、令和2年度から開催が中止される。後に、長距離走記録会となる。

### 長距離走記録会
毎年2月初旬に学校の敷地内で行われ、1・2年生が参加する。距離は1周約870mのコースを男子が6周（約5.2km）、女子が4周（約3.5km）となっている。当日、記録会に参加しなかった者は後日学校敷地内で、追マラソンなるものが行われる。当日の1か月ほど前から本番に向けて体育の時間に時間走というトレーニングが行われる。

### 大学訪問
毎年2月下旬、学年末テスト終了後に1年生が各大学を訪問し、大学の説明を受ける。普通科は、東海大学や神奈川大学など隣県の私立大学、理数科は東京大学などの国公立大学に訪問することが多い。

### 理数科行事
理数科のみが行う各種研修・見学や実習などの行事。

### ライブラリーコンサート
図書委員会が毎年２回開催する任意参加の小イベント。文化部や有志の発表者が演奏や芸の披露を行う。

## 進学実績
令和5年度は2人に1人（普通科40%、理数科80%）の割合で国公立大学に進学している。東京大学（既卒生）、京都大学などの上位国公立大学、慶應義塾大学、明治大学などの上位私立大学の合格者を毎年十数名ほど輩出している。また、一般選抜だけでなく、学校推薦型選抜や総合型選抜にも力を入れている。

### 過去の主な進学・就職先（最近5か年）
〈国立大学〉
- 東京大学（既卒生）- 理科1類
- 京都大学 - 経済学部
- 大阪大学 - 工学部
- 名古屋大学 - 文学部・情報学部・理学部・工学部・農学部
- 北海道大学 - 総合入試理系
- 東北大学 - 工学部
- 九州大学 - 芸術工学部
- 神戸大学 - 法学部
- 筑波大学 - 人間学群・総合選抜理系Ⅲ
- 横浜国立大学 - 教育学部・経営学部
- 千葉大学 - 国際教養学部・工学部
- 電気通信大学 - 情報理工学部
- 東京学芸大学 - 教育学部
- 東京農工大学 - 農学部
- 静岡大学 - 人文社会科学部・教育学部・情報学部・グローバル共創科学部・理学部・工学部・農学部
- 北見工業大学・北海道教育大学・弘前大学・室蘭工業大学・秋田大学・山形大学・福島大学・茨城大学・宇都宮大学・群馬大学・上越教育大学・新潟大学・富山大学・山梨大学・信州大学・愛知教育大学・名古屋工業大学・三重大学・京都教育大学・鳥取大学・岡山大学・山口大学・愛媛大学・高知大学・九州工業大学・熊本大学・宮崎大学・鹿児島大学・琉球大学

〈公立大学〉
- 東京都立大学 - 法学部
- 横浜市立大学 - 国際商学部
- 静岡県立大学 - 薬学部・食品栄養科学部・国際関係学部・経営情報学部・看護学部
- 静岡文化芸術大学 - 文化政策学部・デザイン学部
- 静岡県立農林環境専門職大学 - 生産環境経営学部
- はこだて未来大学・釧路公立大学・名寄市立大学・青森公立大学・山形県立米沢栄養大学・岩手県立大学・秋田県立大学・会津大学・高崎経済大学・前橋工科大学・群馬健康科学大学・神奈川県立保健福祉大学・三条市立大学・富山県立大学・公立小松大学・敦賀市立看護大学・福井県立大学・都留文科大学・山梨県立大学・長野大学・長野県立大学・諏訪東京理科大学・愛知県立芸術大学・福知山公立大学・公立鳥取環境大学・島根県立大学・福山市立大学・叡啓大学・尾道市立大学・山口東京理科大学・下関市立大学・高知県立大学・高知工科大学・北九州市立大学・福岡県立大学・長崎県立大学・名桜大学

〈私立大学〉（一部抜粋）
- 慶應義塾大学 - 理工学部
- 東京理科大学 - 理学部第一部・理学部第二部・創域理工学部
- 明治大学
- 青山学院大学
- 立教大学
- 中央大学
- 法政大学
- 関西大学
- 関西学院大学
- 同志社大学
- 立命館大学
- 成蹊大学
- 明治学院大学
- 獨協大学
- 國學院大学
- 武蔵大学
- 芝浦工業大学
- 順天堂大学
- 北里大学
- 東京医科大学
- 日本大学
- 東洋大学
- 駒澤大学
- 専修大学
- 京都産業大学
- 近畿大学
- 甲南大学
- 龍谷大学
- 大東文化大学
- 東海大学
- 亜細亜大学
- 帝京大学
- 国士舘大学
- 摂南大学
- 神戸学院大学
- 追手門学院大学
- 中京大学
- 名古屋外国語大学
- 南山大学
- 藤田医科大学
- 名城大学
- 常葉大学
- 聖隷クリストファー大学
- 静岡理工科大学
- 静岡福祉大学
- 静岡産業大学
- 静岡英和学院大学
- 浜松学院大学　他多数

〈大学校・短期大学・専門学校・就職〉（一部）
- 防衛大学校
- 職業能力開発大学校
- 静岡県立大学短期大学部
- 静岡県立工科短期大学校
- 東海職業能力開発大学校附属浜松職業能力開発短期大学校
- 常葉大学短期大学部
- 静岡県中部看護専門学校
- 静岡済生会看護専門学校
- 静岡市立静岡看護専門学校
- 島田市立看護専門学校
- 日本工学院専門学校
- 静岡県美容専門学校
- 自衛隊
- 静岡県警察本部
- 静岡県教育行政
- 御前崎市消防本部
- 静岡銀行　他

## 部活動

### 運動部
- サッカー部
- 野球部
- 陸上競技部
- テニス部
- 男子バレーボール部
- 女子バレーボール部
- 男子バスケットボール部
- 女子バスケットボール部
- 剣道部
- 卓球部
- 弓道部
- バドミントン部
- 総合活動部

### 文化部
- 美術部
- 書道部
- 吹奏楽部
- 棋道部
- グローカル部
- 演劇部
- 茶華道部
- 科学部
- 家庭部

### 廃部になった部活動
- 女子サッカー部
- 女子テニス部
- ソフトテニス部
- アーチェリー部（総合活動部の一部に変更）
- 合唱部
- 英語部(グローカル部に改編)

## アクセス
JR藤枝駅・島田駅 しずてつジャストライン 藤枝相良線・島田静波線「榛原高校入口」バス停から約100m。徒歩1分
JR静岡駅 しずてつジャストライン（特急）静岡相良線「静波海岸入口」バス停から約900m。徒歩10分

## 著名な学校関係者

### 出身者
政治・官僚
- 大石八治 - 元自治政務次官、元衆議院議員
- 大石千八 - 元郵政大臣、元衆議院議員
- 大石秀政 - 元衆議院議員
- 西原茂樹 - 牧之原市長
- 若杉和夫 - 石油資源開発相談役、元日本長期信用銀行顧問、元通産審議官、元特許庁長官
- 下村勝 - 御前崎市長

学術
- 坂本光司 - 法政大学静岡キャンパスキャンパス長・大学院政策創造研究科教授、静岡県立大学経営情報学部客員教授
- 塚本靖彦 - 作曲家、群馬大学名誉教授
- 水野義明 - 明治大学教授、日本エスペラント学会参与、関東エスペラント連盟会長などを歴任
- 門奈直樹 - 立教大学名誉教授、京都産業大学経営学部ソーシャル・マネジメント学科教授

経済
- 大堀隆 - 元神港魚類社長、元横浜ベイスターズ球団社長
- 松下功夫 - 元JXホールディングス代表取締役社長
- 宮村眞平 - 三井金属鉱業取締役相談役・元代表取締役会長 兼 CEO
- 山崎貞一 - 東京電気化学工業（現・TDK）社長・会長・顧問などを歴任

文化
- 原田純夫（英語版、wikidata） - 野生動物写真家
- 大倉沙斗子 - シンガーソングライター、GTPのボーカル
- 高塚奈央子 - フリーアナウンサー、元高知放送・静岡放送アナウンサー
- 築地容子 - 歌手、女優
- 本杉美香 - タレント、女優、元C.C.ガールズ
- 八木健 - 俳人、元NHKアナウンサー

スポーツ
- 片瀬清利 - 元プロ野球選手
- 池田啓一 - 元プロ野球選手
- 鈴木秀雄 - 元プロ野球選手（旧制静岡県立榛原中学校卒業）
- 堂森佳南子 - 車いすテニス選手

### 教職員経験者
- 川上四郎 - 童画画家、旧制中学校時代に本校に教員として勤めた

## 出身中学校
- 牧之原市立榛原中学校
- 牧之原市立相良中学校
- 牧之原市菊川市学校組合立牧之原中学校
- 御前崎市牧之原市学校組合立御前崎中学校
- 御前崎市立浜岡中学校
- 吉田町立吉田中学校
- 島田市立初倉中学校
- 焼津市立大井川中学校
- 焼津市立大富中学校
- 藤枝市立大洲中学校
- 藤枝市立岡部中学校
- 静岡市立長田西中学校
- 静岡市立南中学校
- 静岡大学教育学部附属島田中学校　他

近隣の中学校出身者がほとんどだが、遠方からの通学者もいる。